# لامبايزيس
لاَمبَايزيس (باللاتينية: Lambaesis)  والمعروفة باسم «تازولت» حاليا، و«لمباز» (Lambèse) خلال الحقبة الاستعمارية للجزائر (1830-1962)، مدينة عسكرية رومانية تقع شمال شرق الجزائر في بلدية تازولت، على بعد 10 كلم شرق مدينة باتنة، و27 كلم غرب «تيمقاد» على طريق باتنة-خنشلة.

## التاريخ

موقع لامبيز في أفريقيا الرومانية

وُضع حجر الأساس لهذه لمدينة منذ سنة 81م خلال فترة حكم الإمبراطور «تيتوس» عبر إقامة القيادة العسكرية للفيلق الأوغسطي الثالث المملثة في شخص المفوض العسكري «يوليانوس» (Lucius Tettius Iulianus) لأول معسكر بها، والذي يُمكن وصفه بالمعسكر الإستطلاعي للمنطقة، هذا المعسكر معروف تاريخيا باسم مُعسكر 81م أو المعسكر الشرقي، أعقبه بناء مُعسكر آخر يُسمى «معسكر المساعدين»، لاعتقاد الباحثين أن القوات المساعدة auxilia كانت تُقيم به، ثم أقيم بها المعسكر الكبير الذي يمثل مقر قيادة الفيلق الأوغسطي الثالث الذي كان متواجدا في البداية بحيدرة (Ammaedara) ما بين 6-14م إلى 75م، ثم في تبسة (Theveste) ما بين 75م-115م، ليختار الإستقرار بصفة نهائية في «لاَمبَايزيس» ما بين 115-117م، ما يعني وجود ثلاث معسكرات في المدينة، وهو إستثناء خلقته هذه المدينة. شهدت هذه المدينة زيارة تاريخية للإمبراطور «هادريانوس» لها سنة 128م. ليتم ترقيتها إلى بلدية (municipium) في نهاية القرن الثاني ميلادي، ثم على صفة المستوطنة في تاريخ مجهول محصور ما بين 247م-284م، ومع إصلاحات «دقلديانوس» تحولت المدينة لعاصمة «نوميديا العسكرية» (Numidia Militiana) حوالي 303م، لكن سرعان ما تخلى «قسطنطين» على هذا، وأعاد إدماجها مع «نوميديا القيرطية» (Numidia Cirtensis).
مع الاحتلال الوندالي للمغرب القديم 429-534م تراجع الدور الحضاري للمدينة، ويرجح البعض أنها تعرضت للتخريب على أيدي السكان المحليين الذين نظروا لها كرمز للظلم الروماني، ورغم محاولات البيزنطيين لإحياءها إلى أنهم فشلوا، فبقوا فيها لغاية وصول الفتوحات الإسلامية لها حوالي 683م.

## صور

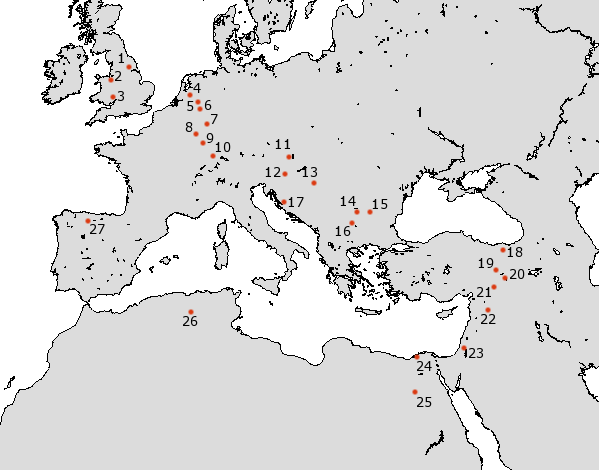
نشر 27 فيلق في 80 في لامبايزيس.
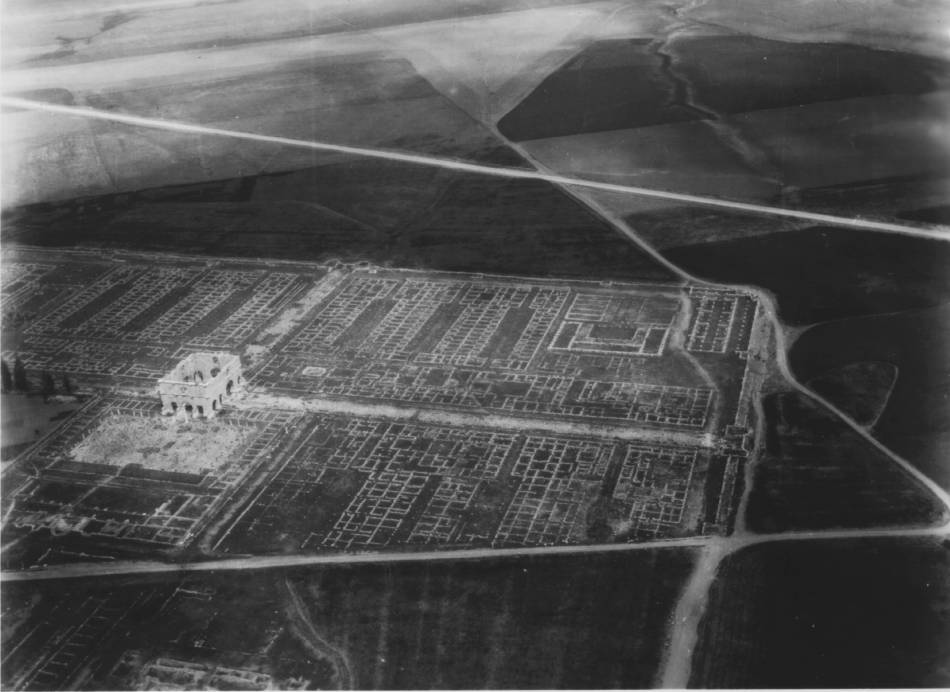
منظر جوي لامبايزيس في مارس 1962.
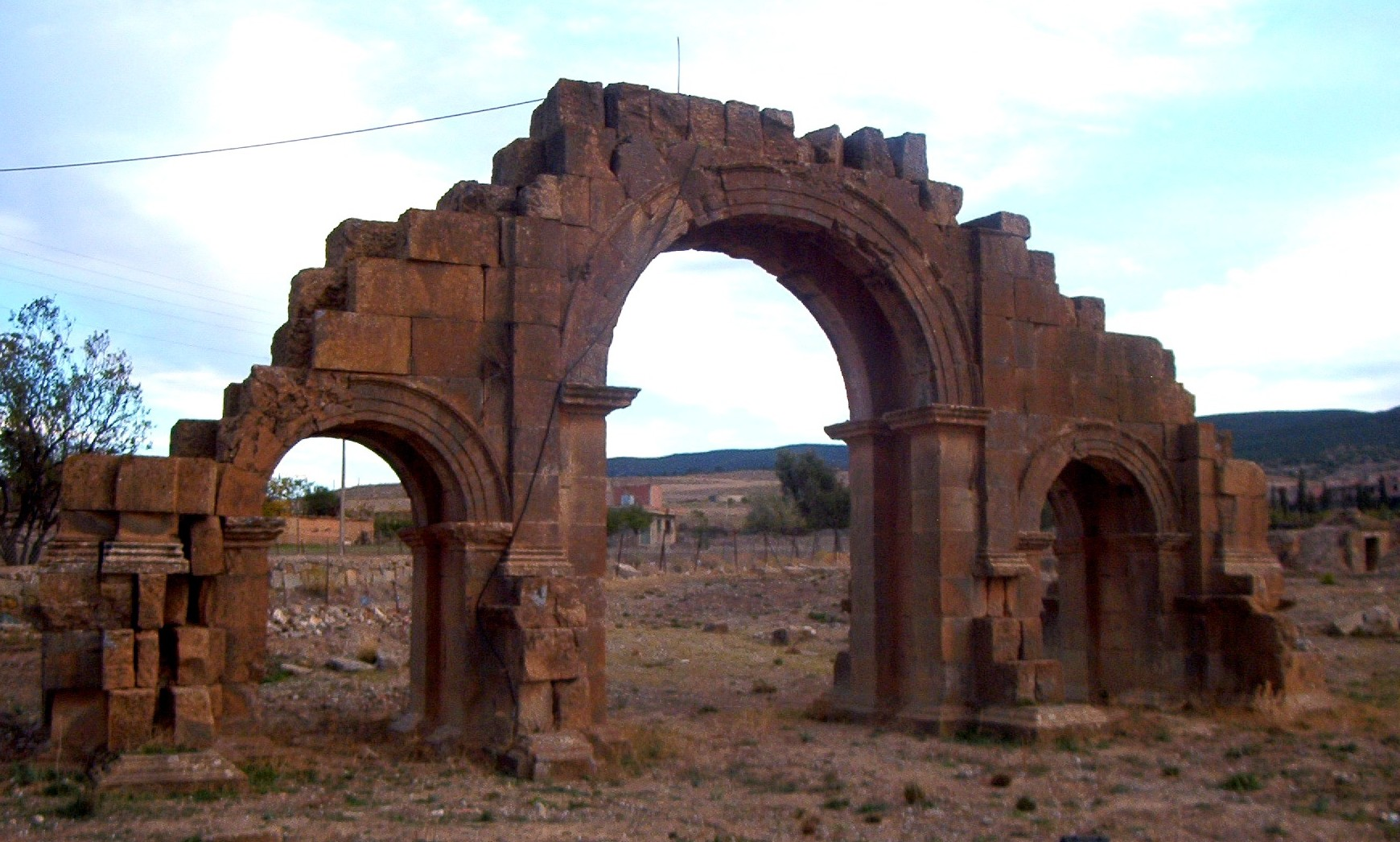
ثلاث خلجان مقوسة لمبايزيس في 2010.
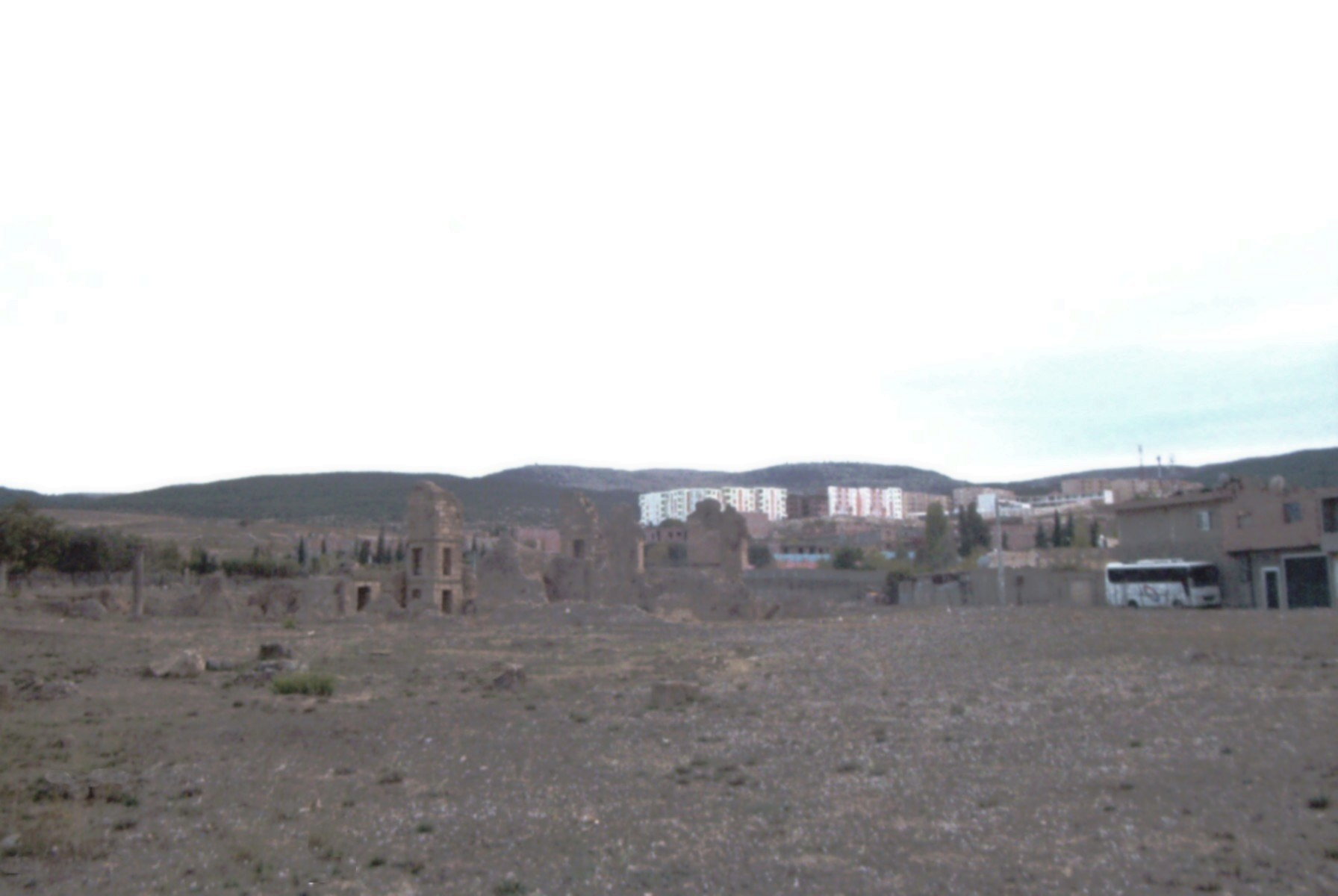
كتلة من الحمامات الحرارية بالقرب من الخلجان الثلاث المقوسة.